# コーポレート航空5966便墜落事故
コーポレート航空5966便墜落事故（コーポレートこうくう5966びんついらくじこ）は、2004年10月19日にミズーリ州で発生した航空事故である。
セントルイス・ランバート国際空港からカークスビル地域空港へ向かっていたコーポレート航空5966便（BAe ジェットストリーム32）が空港への最終進入中に墜落し、乗員乗客15人中13人が死亡した。

## 飛行の詳細

### 事故機

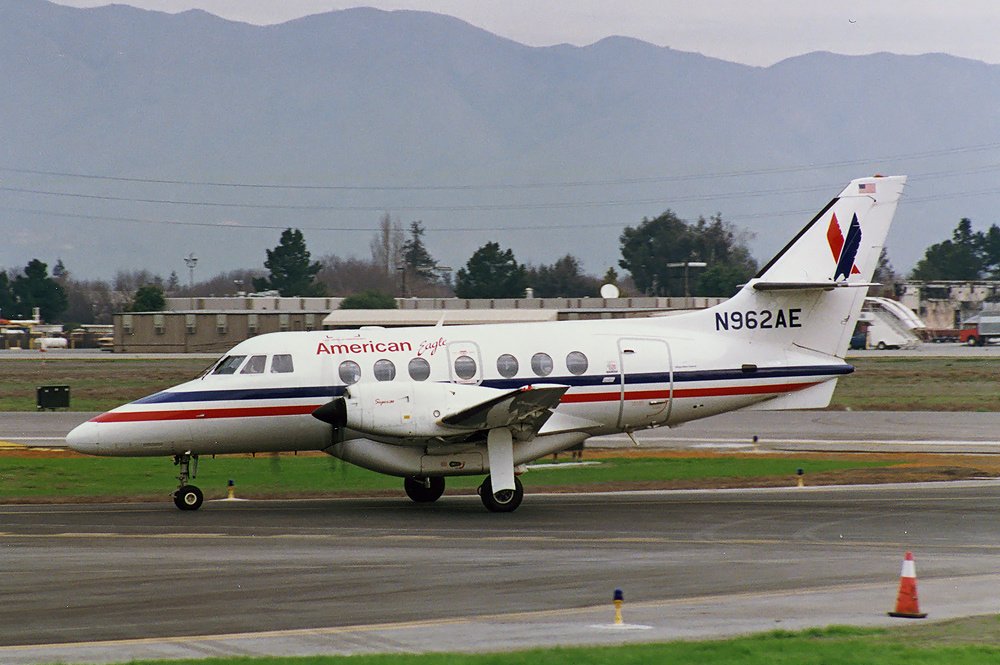
同型機のジェットストリーム32

事故機のBAe ジェットストリーム32（N875JX）は1990年に製造され、同年2月にナッシュビル・イーグルへ納入された。1994年3月にトランス・ステイツ航空へリースされ、トランス・ワールド・エクスプレスで運航された。2000年4月26日にコーポレート航空が運航を開始し、トランス・ワールド航空がアメリカン航空に買収された後はアメリカン・コネクション便として運航されていた。総飛行時間は21,979時間で、28,973サイクルを経験していた。

### 乗員乗客
機長は48歳の男性で、1991年に飛行教官の資格を取得していた。一時的に航空業界を離れた後、1999年に飛行教官として復帰した。コーポレート航空に入社したのは2001年3月で、総飛行時間は4,234時間、同型機では2,510時間の飛行経験があった。聞き取り調査でパイロット達は、機長は手順を遵守する優秀なパイロットで、親しみやすい人柄だったと証言した。
副操縦士は29歳の男性で、1996年に商業飛行の資格と飛行教官としての資格を取得した。コーポレート航空に入社したのは2004年7月で、総飛行時間は2,856時間、同型機では107時間の飛行経験があった。聞き取り調査でパイロット達は、副操縦士は明るく勤勉な人物だったと証言した。
証言によれば、機長と副操縦士の仲は良好で、2人とも私生活に問題は無かった。
乗客の多くはA.T.スティル大学で行われるセミナーに参加する予定だった医師や医療関係者だった。

## 事故の経緯
5966便はミズーリ州セントルイスからカークスビルへ向かう国内定期旅客便だった。セントルイス・ランバート国際空港をCDT18時42分に離陸し、カークスビル地域空港にはCDT19時42分に着陸する予定だった。
CDT18時42分頃、5966便はセントルイス・ランバート国際空港を離陸した。飛行中、機長が操縦を担当し、副操縦士が計器の監視と交信を担当していた。カークスビル地域空港まで23分の地点でパイロットは自動気象通報を聞いた。この情報を得たパイロットは空港へ着陸可能か話し合った。カークスビル地域空港には計器着陸装置（ILS）の設備がなかった。
CDT19時21分、管制官は3,000フィート (910 m)までの降下を許可した。機長は進入手順についてブリーフィングを開始し、最低降下高度が1,320フィート (400 m)であることなどを確認した。19時30分、管制官は滑走路36へのDME進入を許可した。5966便は2,500フィート (760 m)から毎分1,200フィート (370 m)で降下し始めた。毎分1,200フィート (370 m)での降下はコーポレート航空のマニュアルでは安定した進入とされているが、連邦航空局（FAA）の基準では毎分1,000フィート (300 m)以下の降下が安定した進入とされていた。最低降下高度（MDA）に達した後も機体は降下を続けた。前方に木々があることに気づいた機長は上昇を試みたが、滑走路から1.2マイル地点で木に接触した。機体は衝撃により炎上し、乗員乗客15人中13人が死亡した。生存者2人は重傷で、いずれも非常口付近に着席していた。

### CVRの記録
【】内は原文で、不明瞭な音声は#で表されている。
| 時間         | 発言者       | 発言内容                                                                             |
| ------------ | ------------ | ------------------------------------------------------------------------------------ |
| 19時36分36秒 | 機長         | 地表が見える。【I can see ground there.】                                            |
| 19時36分37秒 | GPWS         | Minimum, Minimum                                                                     |
| 19時36分41秒 | 副操縦士     | 見えません。【I can't see #.】                                                       |
| 19時36分43秒 | 機長         | ああ、そこにある。進入灯が見える。【yeah, oh there it is. approach light in sight.】 |
| 19時36分44秒 | GPWS         | Two hundred                                                                          |
| 19時36分44秒 | 副操縦士     | ...が見えます。【# in sight.】                                                       |
| 19時36分46秒 | 副操縦士     | 継続。【continue.】                                                                  |
| 19時36分47秒 | 機長         | フライト・ディレクターを切る。【we get rid of the director.】                        |
| 19時36分50秒 | 機長         | 少し遅い。【getting a little slow.】                                                 |
| 19時36分50秒 | 副操縦士     | フラップを35度にしますか？【flaps thirty five?】                                     |
| 19時36分51秒 | 機長         | いや。【no...】                                                                      |
| 19時36分52秒 | GPWS         | Sink rate                                                                            |
| 19時36分52秒 | 機長         | ダメだ。【no...】                                                                    |
| 19時36分53秒 | 副操縦士     | 木が。【trees.】                                                                     |
| 19時36分54秒 | 機長         | ダメだ、止まれ。【no, stop.】                                                        |
| 19時36分55秒 | 《衝撃音》   | 《衝撃音》                                                                           |
| 19時36分56秒 | 機長         | 大変だ。【oh, my god.】                                                              |
| 19時36分57秒 | 《衝撃音》   | 《衝撃音》                                                                           |
| 19時36分57秒 | 副操縦士     | くそ。【holy #.】                                                                    |
| 19時36分58秒 | 《録音終了》 | 《録音終了》                                                                         |

## 事故調査

### 最低降下高度以下への降下
コックピットボイスレコーダー（CVR）とフライトデータレコーダー（FDR）の分析から、墜落の2-3秒前にGPWSが設計通りに警告を発していたことが分かった。NTSBはもし、改良型のEGPWSが搭載されていれば墜落の10秒前には警告が出ていただろうと述べた。FAAは、2005年3月末までにPart121の元で運航される全てのタービンエンジン搭載機へEGPWSを搭載するよう義務づけていた。コーポレート航空によれば事故機にも数ヶ月以内に搭載が予定されていた。
CVRの記録によれば、MDAに達する直前に操縦を担当していた機長が「地表が見える（I can see ground there.）」と発言しているが、コーポレート航空のマニュアルでは計器を監視していた副操縦士が確認すべきだった。パイロット達の発言から、2人が計器ではなく機外の様子を頼りに飛行していたと推測されている。300フィート (91 m)以下では毎分900フィート (270 m)以下の降下率で飛行することとマニュアルで定められていたが、5966便は毎分1,200フィート (370 m)で降下を続けた。また、副操縦士がMDA付近でのコールアウトを行わず、進入継続の決定に異議を唱えることもしなかった。NTSBはパイロットが滑走路を探すことに気を取られたため、高い降下率で最低降下高度以下まで降下していることに気づかなかったと結論づけた。
また、NTSBはパイロット達がステライル・コックピット・ルールに反して不必要な会話を行っていたことを指摘している。ステライル・コックピット・ルールは作業量の多い10,000フィート (3,000 m)以下の高度でパイロットが飛行に不必要な会話をすることを禁止する規則で、5966便のパイロット達は10,000フィート (3,000 m)以下の高度でも私的な会話を行っていた。NTSB議長のマーク・ローゼンカーはCVRの記録について、「最初から最後までプロらしくなかった」「聞いて非常に失望した」と述べた。最終報告書では彼らの行動はプロとはいえないものだったと述べられているが、CVRやFDRの記録から墜落直前までは必要な作業は行っていたと結論づけられている。

### パイロットの疲労
コーポレート航空の運航部長は聞き取り調査で、同社のパイロットは短い勤務を数日割り当てるよりも1日当たりの勤務時間を増やして勤務日を減らす方を好んでいると述べた。これに対して同社のパイロットの中には長時間の勤務により疲労することがあると話す者もいた。また、同社に勤務する機長は保有する機材に自動操縦装置が搭載されていないため、悪天候などで作業量が増加すると疲労が増す可能性があると述べた。従業員達は疲労を理由にフライトを断ったりしても不利になることはなく、また疲労しているにもかかわらずフライトを強要されることはないと証言した。コーポレート航空を担当していたFAAの検査官は事故当日のスケジュールについて、過酷な物ではあったが要件を満たしていたと述べた。FAAの規則では2人乗務の国内線では休息から次の休息までに合計8時間を超える飛行を禁じていたが、作業量やフライト数、勤務時間そのものの長さや疲労などに関しては考慮されていなかった。1999年5月に発行した安全報告書の中でNTSBは「運輸省は疲労が事故の大きな要因であることを認識しているにもかかわらず、最新の研究結果を取り入れた乗務時間の規制は行われていない」と述べている。
機長と副操縦士は10月3日から共に乗務をしていた。10月17日は7時間55分勤務し、そのうち3時間ほど飛行を行っていた。翌18日は15時間以上の休息を取った後、6時間21分勤務し、そのうち3時間半ほど飛行を行っていた。事故当日の19日は9時間以上の休息を取った後勤務を開始した。CDT5時14分にアイオワ州バーリントンから乗務を開始し、CDT6時44分にミズーリ州セントルイスへ到着した。悪天候により乗務する便がキャンセルされたため乗務を中断し、CDT12時36分に乗務を再開した。4便に乗務した後、5966便への乗務を開始しており、事故発生時には14時間31分勤務し、そのうち6時間14分ほど飛行を行っていた。また、目撃証言によれば機長はフライトの合間に乗務員室のソファーで仮眠を取っていた。
NTSBはパイロット達のスケジュールは規制を満たしていたものの、適切なものではなかったと結論づけた。また、NTSBは機長は疲労によって機外の情報に固執してしまい、計器の情報を見落とし、進入復航を行うことが出来なかったと結論づけた。副操縦士が進入を継続するという機長の決定に異議を唱えなかったのは経験差や疲労が影響した可能性があると述べた。

### 事故原因
NTSBは報告書でパイロットが規則に従わず、夜間の非精密進入を実行したことが事故の原因であると述べた。また、要因として十分な視覚情報を得る前にMDA以下まで降下したことや、適切な役割分担を行わなかったこと、疲労によってパフォーマンスが低下していたことなどを挙げた。

## 事故後
5966便の事故を受けてNTSBはFAAに対して、パイロットの作業規則の改訂を勧告した。また、事故後複数の訴訟が行われた。

## 映像化
- メーデー!:航空機事故の真実と真相 第21シーズン第1話「Deadly Exchange」